# Lido Marini
Lido Marini (Li Marini in dialetto salentino) è una località balneare della provincia di Lecce situata nel basso Salento, territorialmente appartenente al Comune di Ugento, da cui dista circa 8 km, e per una percentuale minore di superficie appartenente al Comune di Salve. 

## Geografia
Anticamente apparteneva al territorio di Gemini che a sua volta era un ex Feudo della Mensa vescovile. La località, dal punto di vista balneare, è ritenuta essere una delle più belle di tutto il Salento: le acque che bagnano Lido Marini sono infatti cristalline e trasparenti. Con 23 abitanti ricadenti nel feudo di Ugento e 10 abitanti ricadenti nel feudo di Salve; Lido Marini ha 33 residenti durante l'anno, l'estate le presenze arrivano a 25 000 abitanti.
È collocata tra Torre Pali (comune di Salve) e Torre Mozza (Ugento). Si estende ai piedi di una delle "serre" del capo di Leuca, all'estrema punta meridionale della regione Puglia.
La spiaggia di Lido Marini è ampia con sabbia fine. In direzione S.M. di Leuca la spiaggia sabbiosa si alterna a scogliera molto bassa con acqua cristallina.
Il territorio circostante presenta una vegetazione dominata dalla macchia mediterranea e dalla presenza simultanea di alcune particolarità di vegetazione miste all'onnipresente olivo. 
Nel settore di nord-ovest appartenente ad Ugento, si può scorgere la presenza di un bacino idrografico, dal nome dialettale "Spunderati", appartenente alla rete dei bacini di Marina di Ugento, questi ultimi collegati tramite canali nei dintorni della fascia costiera tra le marine di Lido Marini, Torre Mozza e Torre San Giovanni. Nei pressi della zona si trova vegetazione tipica degli ambienti paludosi e salmastri, nonché fauna stanziale e migratoria (germani reali, alzavole, aironi cenerini).

## Economia
La località, esclusivamente turistica, si è sviluppata soprattutto negli ultimi cinquant'anni dopo il passaggio dal territorio del comune di Presicce a quello di Ugento e dopo una crescente espansione edilizia che rende l'abitato uno dei siti marittimi più estesi del Capo. Nel corso degli anni gli investimenti nel settore turistico, ne hanno promosso l'immagine e agevolato un certo incremento e sviluppo. Nel periodo di alta stagione si toccano punte di circa 35 000 abitanti.
La costa è caratterizzata da spiagge sabbiose e bassi fondali; si registra inoltre un consistente tratto di basso scoglio, procedendo verso Sud.
Lido Marini si affaccia sulle "secche di Ugento", un tratto di mare di alcuni km quadrati di superficie, nel quale i fondali si mantengono particolarmente bassi. Questo ha causato sin dai tempi di Roma una serie di naufragi, di cui restano le tracce nei fondali. Abbondano infatti i resti di reperti provenienti dalle rotte commerciali marittime lungo tutto il tratto di mare di Lido Marini, così come a Torre Pali.
Non presenta attrattive turistiche di interesse storico-artistico, eccezion fatta per una piccola stele in pietra leccese posta tra la piazza principale e la spiaggia dedicata agli "eroi del mare", coloro che hanno dato la vita nel tentativo di salvare persone in gravi difficoltà tra i flutti.